# 체인지 (1997년 영화)
"체인지"는 1997년에 개봉한 대한민국의 영화이다.

## 캐스팅

### 주요 인물
- 정준 : 강대호 역
- 김소연 : 고은비 역
- 이경영 : 학생주임 역
- 이승연 : 미술 선생님 역

### 그 외 출연
- 김민종
- 이홍렬
- 노영하 : 바둑 해설위원
- 김동현
- 박원숙
- 한선교 : 뉴스 앵커
- 임현식
- 박정수
- 유인촌
- 이근희
- 오성식 : 게스트
- 조형기
- 권해효
- 변우민
- 박중훈
- 이정섭
- 태진아
- 김혜수 : 카메오
- 송지헌
- 김병만
- 설운도
- 이수근

## 관객수
- 서울 167,235명

## 같이 보기
- 방과후(일본, 1992년 드라마) - 다루는 작품.
- 전학생(일본, 1982년작 영화) - 다루는 작품.
- 몸 바꾸기